# Günter Krieger

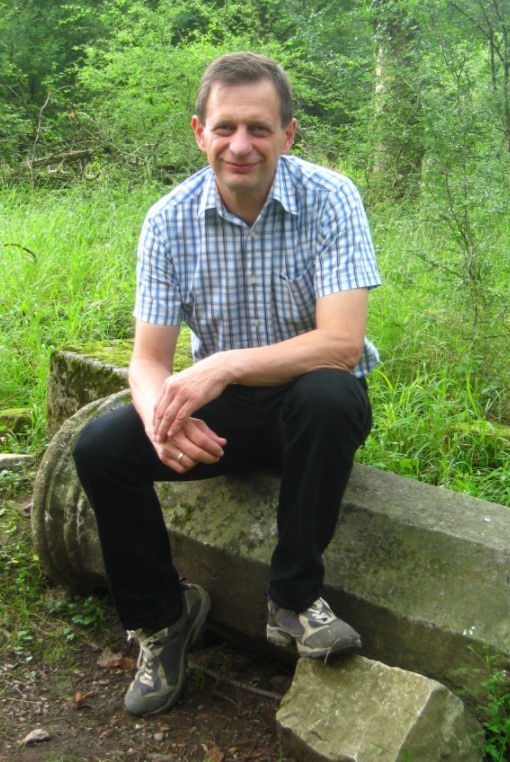
Günter Krieger

Günter Krieger (* 29. Januar 1965 in Langerwehe) ist ein deutscher Schriftsteller, der vor allem historische Romane, aber auch satirische und humoristische Werke schreibt.

## Leben
Nach dem Abschluss der Höheren Handelsschule absolvierte Krieger im Jahr 1988 eine Ausbildung zum Krankenpfleger. Seit 1999 ist er als freier Autor tätig. Erstmals bekannt wurde er durch seine Merode-Trilogie. Viele seiner Romane spielen in der Eifel oder im Rheinland. Häufig macht er Sagen und Legenden zum Grundstock seiner Werke und bettet sie in ein mittelalterliches Panorama.
Krieger ist Mitglied im Verein Deutsche Sprache. Er lebt mit seiner Frau in Langerwehe im Kreis Düren.

## Veröffentlichungen

### Historische Romane und Erzählungen
- 1999 Teufelswerk (Merode-Trilogie I), ISBN 3-922929-83-4
- 2000 Mönchsgesang (Merode-Trilogie II), ISBN 3-934524-04-4
- 2001 Das Haupt der Anna, ISBN 90-5433-151-8
- 2001 Gertrudisnacht, ISBN 90-5433-150-X
- 2001 Löwentod (Merode-Trilogie III), ISBN 3-934524-18-4
- 2002 Drachensturm, ISBN 90-5433-158-5
- 2003 Maria und der Inquisitor, ISBN 90-5433-172-0
- 2004 Der Henker von Köln, ISBN 90-5433-183-6
- 2005 Brennende Seelen, ISBN 3-89801-026-0
- 2007 Wolfsjäger, ISBN 978-3-89801-036-8
- 2007 Grethes Ring, ISBN 978-3-937439-34-1
- 2009 Das zweite Leben, ISBN 978-3-939674-22-1
- 2010 Flammen über Aachen, ISBN 978-3-86712-029-6
- 2011 Rosen für die Kaiserin, ISBN 978-3-7655-1125-7
- 2012 Das Kreuz der Verlobten, ISBN 978-3-86712-069-2
- 2012 Die gefangenen Seelen, ISBN 978-3-9812285-9-5
- 2013 Richarda von Gression – Die Visionärin, ISBN 978-3-9812285-7-1
- 2013 Richarda von Gression – Die Königin, ISBN 978-3-9815774-4-0
- 2014 Richarda von Gression – Die Pilgerin, ISBN 978-3-945025-01-7
- 2014 Das Untier von Aachen, ISBN 978-3-86712-092-0
- 2014 Die Hexe Hackefey, ISBN 978-3-89899-893-2
- 2015 Die neunte Stunde – Biblischer Roman, ISBN 978-3-7655-0918-6
- 2016 Die Tage der Sintflut, ISBN 978-3-86712-112-5
- 2018 Rosen für Theophanu (Neuausgabe von: Rosen für die Kaiserin), ISBN 978-3-86282-557-8
- 2018 Der Hundemarquis von Merode, ISBN 978-3-945025-95-6
- 2019 Nach dem Feuer, ISBN 978-3-86712-143-9
- 2020 Der Aachener Hund - Als Albrecht Dürer zur Krönung Karls V. kam, ISBN 978-3-86712-160-6
- 2022 Furor Normannicus (Neuausgabe von: Drachensturm), ISBN 978-3-96123-036-5
- 2022 Allzeit aus Liebe – Leben und Werk der Apollonia Radermecher, ISBN 978-3-86712-172-9
- 2023 Der Teufel in der Flasche, ISBN 978-3-86712-186-6
- 2023 Der Zeuge auf Golgota (Neuausgabe von: Die neunte Stunde), ISBN 978-3-7462-6523-0
- 2024 Heilige Sandalen, ISBN 978-3-86712-202-3
- 2025 Die Palme des Sieges, ISBN 978-3-86282-870-8

unter dem Pseudonym Jonathan Lerros:
- 2016 Die Überlebenden von Sagunt, ISBN 978-1-50393-992-9

unter dem Pseudonym Lea Weisz:
- 2018 Die Bärenführerin, ISBN 978-1-50390-071-4
- 2019 Die Heimkehr der Bärenführerin, ISBN 978-2-91980-706-2

### Humoristisches und Satirisches
- 2001 Abyssus, ISBN 3-934193-40-4 (Pseudonym: Gero Kreuzberg)
- 2022 O Corona! – Eine Heilige macht Karriere, ISBN 978-3-96123-033-4
- 2022 Das macht der sonst nie – Geschichten aus dem Alltag eines Hundetrainers, ISBN 978-3-948486-73-0
- 2023 Als Cristiano Ronaldo nach Merode kam, ISBN 978-3-96123-083-9

### Erzählbände und Herausgeberschaften
- 2002 Ein Schnitter namens Tod – Mordgeschichten aus der Geschichte (Hrsg.), ISBN 90-5433-165-8
- 2004 Das Schloss im See – Sagenwelten zwischen Aachen, Köln und Trier, ISBN 90-5433-188-7
- 2007 Mönche, Meuchler, Minnesänger – Krimis aus dem Mittelalter (Hrsg.), ISBN 978-3-937357-22-5
- 2008 Das dritte Schwert (Mitarbeit), ISBN 978-3-7466-2403-7
- 2014 Mitherausgeber der edition sagenhaft
- 2015 Aachen: Geschichten und Anekdoten – Bahkauv, Bend und Bunte Liga, ISBN 978-3-8313-2759-1
- 2015 Merode – Geschichten rund um ein Schloss, ISBN 978-3-945025-36-9
- 2016 Nideggen – Geschichten rund um eine Burg, ISBN  978-3-945025-50-5
- 2017 Rolduc – Geschichten rund um eine Abtei, ISBN 978-3-945025-67-3